# Żegluga okrętowa
Żegluga okrętowa - nauka stosowana badająca i praktycznie rozwiązująca wszystkie problemy związane z bezpiecznym pływaniem i manewrowaniem okrętu. Składa się na nią szereg dyscyplin:
- nawigacja;
- radionawigacja;
- locja;
- astronomia żeglarska;
- teoria dewiacji busoli;
- taktyka manewrowania;
- techniczne środki żeglugi;
- hydrografia;
- hydrometeorologia;
- oceanografia;
- zasady pływania na wodach śródlądowych;
- zasady zapobiegania statków na morzu.